# 达如错
达如错（藏語：ལྡ་རུ་མཚོ，威利转写：lda ru mtsho，THL：Daru Tso）位于中国西藏自治区那曲市班戈县境内，地处班戈县东北部，念青唐古拉山北部的山间盆地内。湖面海拔4682米，面积54.2平方公里。岸线长51公里，发育系数1.95。湖区年均气温-2℃，年均降水量300～400毫米。湖水主要依靠地表径流补给，集水区面积519.8平方公里，补给系数9.6。